# Пам'ятник Олександрові Пушкіну (Чернігів)
Пам'ятник Олександрові Пушкіну в Чернігові — колишній російський імперський пам'ятник-погруддя російському поетові Олександру Пушкіну в місті Чернігові.

## Опис
Пам'ятник Олександрові Пушкіну розташовувався в історичному середмісті Чернігова — на Валу, біля Спасо-Преображенського собору. Автор проєкту — чернігівський художник-аматор Г. Коваленко.
Пам'ятник являв собою бронзовий бюст заввишки 1,5 м, що був встановлений на гранітному п'єдесталі заввишки 2,8 м, цоколь — ступінчастий, огороджений провислими масивними ланцюгами, прикріпленими до невисоких тумб.

## Історія спорудження
Пам'ятник споруджено в 1899—1900 роках на честь перебування російського поета Олександра Пушкіна в 1820 та 1824 роках у Чернігові.
Кошти на пам'ятник у сумі більш як тисяча карбованців надійшли від літературного вечора, присвяченого поетові, який відбувся в Чернігівському театрі 29 вересня 1899 року з ініціативи губернатора, крім того по 300 карбованців виділили губернське дворянське зібрання та губернське земство, 400 карбованців надійшло з добровільних пожертвувань.
Бюст було виготовлено в майстерні художньої бронзи К. Берто у Санкт-Петербурзі за проектом чернігівського художника-аматора Григорія Коваленка. Він був відкритий 1900 року на Гімназичній площі. Місцерозташування пам'ятника Міська дума ухвалила називати Пушкінським сквером.

## Зникнення
31 грудня 2017 року стало відомо про викрадення погруддя Олександра Пушкіна невідомими: зникнення бюста було виявлено вранці, після чого правоохоронці почали розслідування.
Вранці 4 січня 2018 року з'явилася інформація про те, що в результаті слідчо-оперативних дій пам'ятка знайдена.
21 серпня 2018 року пам'ятник відновлений. Разом з ним був відновлений і пам'ятник Коцюбинському, що був вкрадений з його могили 17 грудня 2017 року.

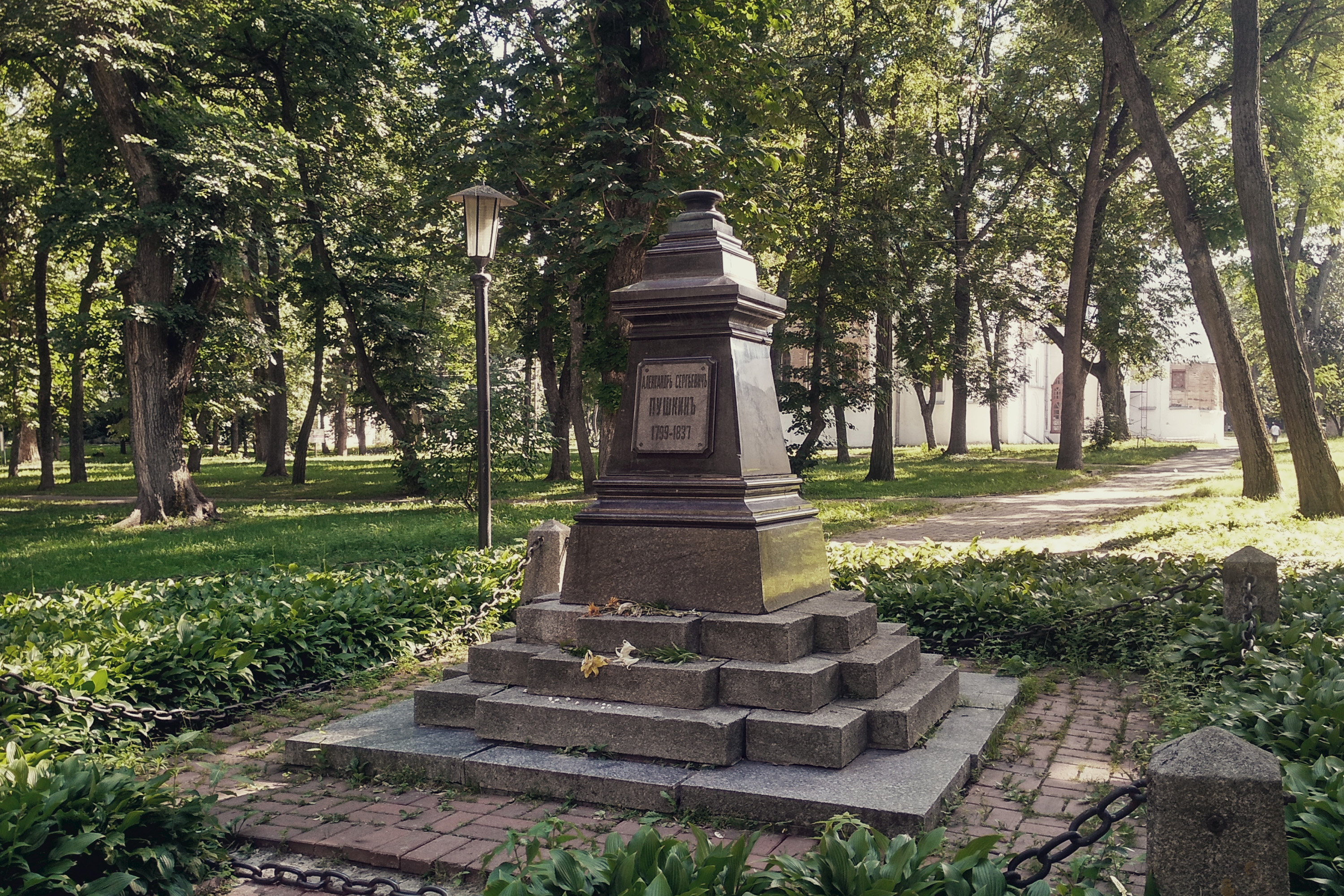
Понівечений пам'ятник, липень 2018
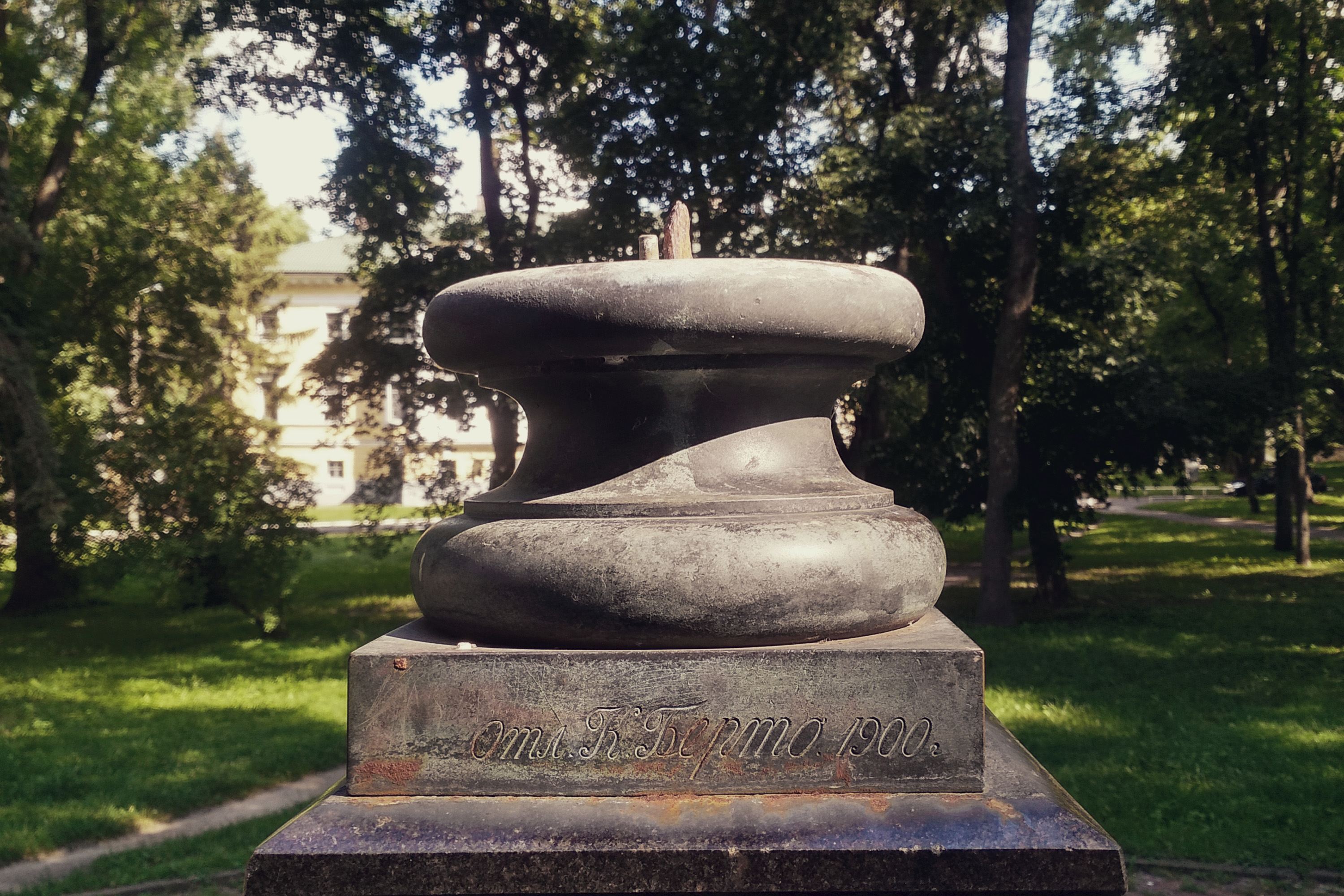

## Демонтаж
30 квітня 2022 року 119-та окрема бригада територіальної оборони під наглядом Національної поліції знесла пам'ятник Олександрові Пушкіну в Чернігові. Його було передано до місцевого історичного музею. Знесення пам'ятника відбулося в ході активної дерусифікації України, розпочатої внаслідок російського вторгнення в Україну.

## Джерело
- Пушкіну О. С. пам'ятник // Чернігівщина: Енциклопедичний довідник (За ред. А. В. Кудрицького)., К.: УРЕ, 1990, стор. 687